# كاليفيا ثوريكو
كاليفيا ثوريكو (Καλύβια Θορικού) هي مدينة في إقليم أتيكا في اليونان.
يبلغ عدد سكانها حوالي 17846 نسمة.